# Software as a Service
Software as a Service, vaak afgekort als SaaS, ook weleens software on demand genoemd, is software die als een online dienst wordt aangeboden. De klant hoeft de software niet aan te schaffen, maar sluit bijvoorbeeld een contract per maand per gebruiker af, eventueel in combinatie met andere parameters. De SaaS-aanbieder zorgt voor installatie, onderhoud en beheer, de gebruiker benadert de software over het internet bij de SaaS-aanbieder.
SaaS is een geëvolueerde vorm van application service provider (ASP-diensten). SaaS wordt gezien als de applicatielaag van cloudcomputing, waarbij het platform (PaaS) en de infrastructuur (IaaS) als onderliggende lagen worden toegepast. Zonder deze onderliggende lagen is er geen sprake van flexibel verhogen of verlagen van het verbruik / de gebruikers.
De kenmerken van de diensten van een SaaS en ASP zijn:
- De klant hoeft de software en de daarvoor benodigde hardware niet aan te schaffen, maar betaalt slechts voor het gebruik ervan.
- De software en hardware wordt niet bij de klant geïnstalleerd, maar bij de ASP / SaaS-aanbieder. De klant heeft toegang tot de software via internet of een privénetwerk.
- De aanbieder verzorgt het technisch beheer, zoals het maken van back-ups, het onderhoud en de installatie van nieuwe versies en updates, beveiliging tegen ongeautoriseerde toegang, en dergelijke.

Huidige ICT-leveranciers "verkopen" hun vernieuwde software vaak als zijnde een SaaS-oplossing. Echter is het de on-premises applicatie die bij de leverancier op een server "draait". Voor klanten betekent dit vrijwel evenveel installatiewerk als wanneer zij het helemaal zelf zouden moeten doen en, veel belangrijker, er zijn ook extra kosten voor de klant. Zij moeten immers servers beschikbaar stellen, deels nog beheer doen en meewerken aan de installatie. Ook is er dan vaak geen echte webversie van de applicatie beschikbaar. Het kostenvoordeel bij de klant wordt bij deze variant teniet gedaan.
SaaS en ASP zijn niet hetzelfde. Kenmerk van SaaS is dat er één versie is voor alle gebruikers. Een ander kenmerk is dat het schaalbaar is. De applicatie wordt benaderd via een webbrowser. Ook worden SaaS-diensten aangeboden in de vorm van webservices, zodat de diensten vanuit een service-oriented architecture benaderd kunnen worden. Bij SaaS is het voordeel voor de leverancier dat hij vanaf één centrale plek, met één handeling, updates (verbeteringen) en zelfs upgrades (nieuwe versies) kan doorvoeren. Omdat ASP vaak uit applicaties bestaat, waarbij iedere gebruiker een eigen specifieke licentie heeft, is updaten en upgraden bij ASP niet altijd van één locatie te realiseren. Wanneer er sprake is van licenties, die voor elke gebruiker apart moeten worden beheerd, spreken we dus niet van SaaS, maar van ASP.

## Toegang tot de software
In de meest eenvoudige vorm wordt toegang geboden tot een specifieke toepassing of een portaal via een standaard protocol als HTTP of de veilige variant HTTPS. Wanneer de veiligheidseisen slechts laag tot middelmatig zijn, vindt de authenticatie van gebruikers vaak plaats via de combinatie gebruikersnaam en wachtwoord. Toepassingen met hogere veiligheidseisen, zoals internetbankieren, gebruiken dikwijls een token voor de authenticatie.
Voor SaaS geldt dat toegang wordt behouden zolang er betaald voor wordt, wanneer de betaling stopt, zal ook de toegang worden ontzegd.

## Zakelijke aspecten
Voordeel voor de klant is dat deze doordat hij geen eigenaar is van de middelen geen kapitaalinvestering hoeft te doen en tevens geen beheer hoeft te doen van een complexe IT-infrastructuur. Lagere beheerskosten voor de klant zijn mogelijk doordat de SaaS-aanbieder de kosten voor de infrastructuur en het beheer van de infrastructuur en de applicaties over alle abonnees kan spreiden. Bij SaaS kunnen de kosten nog verder omlaag, doordat er geen afzonderlijke licenties met bijbehorende updates en upgrades meer zijn.
Een aandachtspunt bij zowel SaaS als ASP is dat de gegevens niet langer in eigen huis worden beheerd, zodat in een contract met de aanbieder aandacht voor het aspect informatiebeveiliging op zijn plaats is. Met name is te denken aan privacybescherming (er moet misschien een bewerkersovereenkomst worden opgesteld), Export Control-vereisten en continuïteit.

## Cloudcomputing
Omdat van SaaS-aanbieders vaak de hoogst mogelijke beschikbaarheid van de toepassingen wordt gevraagd, worden die toepassingen en hun data op meerdere servers en locaties gepositioneerd. Het groeien of krimpen van hardware en infrastructuur vindt plaats via software 'on demand'. Dit wordt cloudcomputing genoemd. De beschikbaarheid, schaalbaarheid en stabiliteit wordt hierdoor fors vergroot, maar het wordt ook minder duidelijk waar applicaties en gegevens zich feitelijk bevinden. Goede afspraken met de leverancier over verantwoordelijkheid zijn daardoor belangrijk in verband met transparantie.